# 8442-es mellékút (Magyarország)
A 8442-es számú mellékút egy nagyjából 15 kilométer hosszú, négy számjegyű országos közút Vas vármegyében, a Kemeneshát térségének nyugati részén.

## Nyomvonala
Meggyeskovácsi Balozsameggyes településrészének északi szélén ágazik ki a 8701-es útból, annak 15+150-es kilométerszelvénye közelében, nyugat felé. Szinte az első métereitől külterületek közt halad, és bő 3,5 kilométer után éri el Csempeszkopács határszélét. Alig néhány lépés után már a község belterületei között húzódik, Hunyadi János utca néven, majd a központban, bő 4,5 kilométer megtételét követően keresztezi a 87-es főutat – utóbbi itt nagyjából 8,7 kilométer megtételén jár túl. A település nyugati felében a 8442-es út Rákóczi Ferenc utca néven folytatódik, így lép ki a lakott területek közül, körülbelül 5,1 kilométer után.
A hatodik kilométerét elhagyva az út Nemeskolta területére érkezik, a községet nagyjából 7,5 kilométer után éri el, rövid belterületi szakaszán Szabadság utca a települési neve. Még a kilencedik kilométere előtt átlépi Sorkifalud határát, ott keresztezi – a 9+550-es kilométerszelvénye közelében – a 8703-as utat, utóbbi itt 6,5 kilométer megtétele után jár, Püspökmolnári és Vasszécseny közt húzódva. Sorkifaludon egyébként csak Dömötöri településrész lakott területeinek északi peremét érinti a 8442-es út, nagyjából a 11. kilométere táján, a községrész központján és Sorkikisfalud településrészen csak a 87 104-es számú mellékút vezet végig.
11,8 kilométer után kiágazik az útból északnyugati irányban a 87 305-ös számú mellékút, ez vezet a Szombathely–Nagykanizsa-vasútvonal Sorkifalud megállóhelyére, majd az út keresztezi is a vasút vágányait, kevéssel ezután pedig átlép Sorkikápolna területére. E községet nagyjából a 13. kilométerénél éri el, és a lakott területének a déli részén húzódik végig. 14,6 kilométer után átszel egy kisebb vízfolyást – a Sorok-patakot – és onnantól már Sorokpolány határai közt húzódik. A faluközpont keleti szélénél ér véget, beletorkollva a 8704-es útba, annak 9+400-as kilométerszelvénye közelében.
Teljes hossza, az országos közutak térképes nyilvántartását szolgáló kira.gov.hu adatbázisa szerint 15,135 kilométer.

## Települések az út mentén
- Meggyeskovácsi
- Csempeszkopács
- Nemeskolta
- Sorkifalud
- Sorkikápolna
- Sorokpolány